# Ali Mohammed Ghedi
Ali Mohammed Ghedi (nascido em 1952) é cirurgião-veterinário e político da União Africana. Foi primeiro-ministro da Somália de 2004 até 2007. Ele era relativamente desconhecido nos círculos políticos, até que ele fosse designado como primeiro-ministro da Somália, em novembro de 2004.
Ghedi anunciou ao parlamento, a 29 de Outubro de 2007,  a sua decisão em deixar o cargo devido a desentendimentos com o Presidente Abdullahi Yusuf Ahmed.